# Gottfried Silbermann

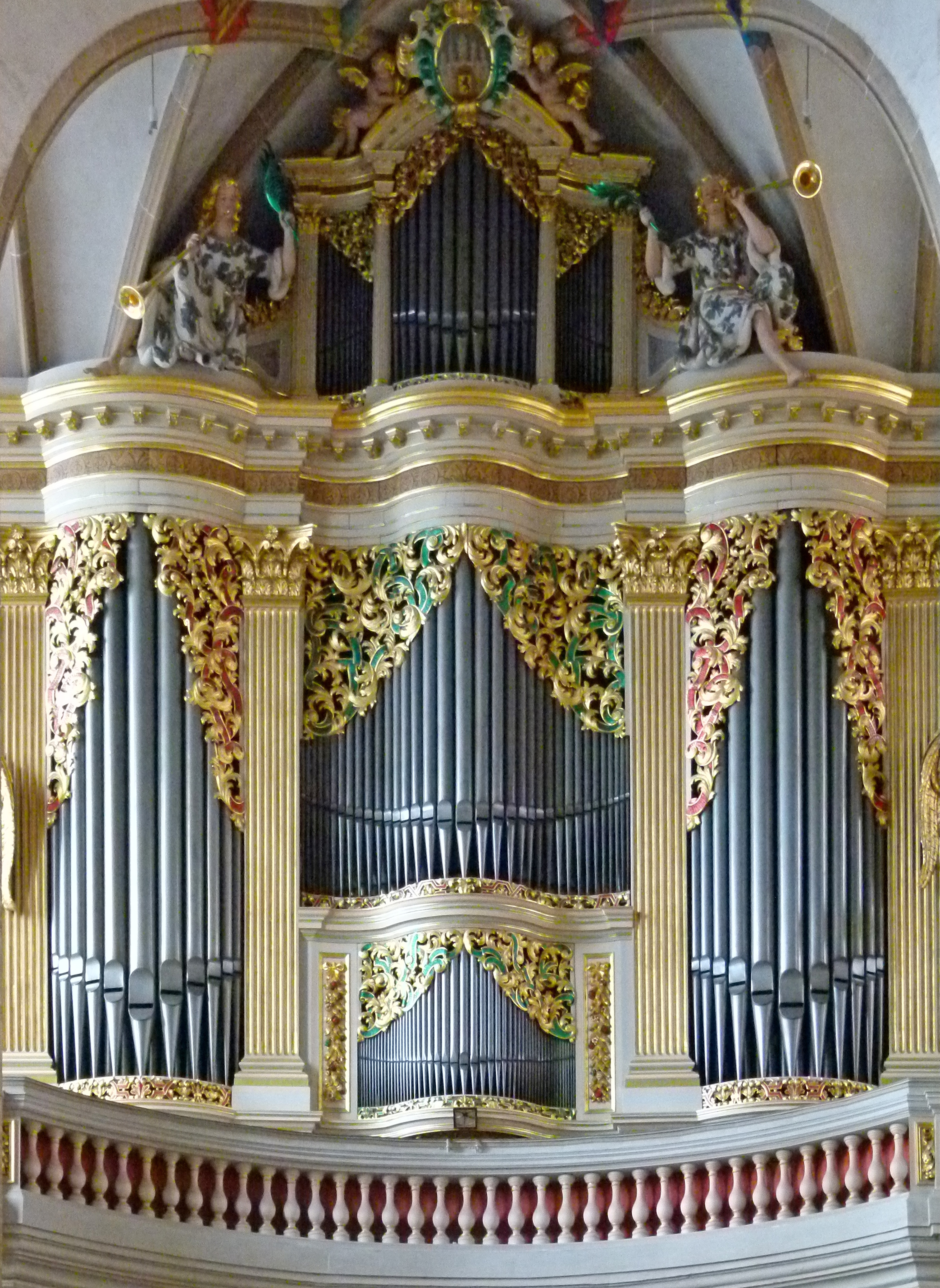
Velké Silbermannovy varhany ve Freiberské katedrále (1710–1714)

Gottfried Silbermann (též Johann Gottfried Silbermann, 14. ledna 1683, Kleinbobritzsch – 4. srpna 1753, Drážďany) byl jeden z nejvýznamnějších německých varhanářů a výrobců klávesových nástrojů období baroka.

## Dílo
Gottfried Silbermann postavil první německé fortepiano a přenesl na pozdější stavitele zásadní myšlenky Bartolomea Cristoforiho (vynálezce klavíru). Zápisy z Univerzálního lexikonu Johanna Heinricha Zedlera naznačují, že Silbermannův první klavír byl postaven v roce 1732. Ve 40. letech XVIII století se král Pruska Fridrich Veliký seznámil s Silbermannovými klavíry a koupil několik z nich, zaměstnal Carla Philippa Emanuela Bacha, který hrál na Silbermannova fortepiana a psal hudbu pro tento konkrétní model fortepiana. Hrál na ně také Johann Sebastian Bach během své návštěvy Postupimi, kde během své druhé návštěvy dosáhly Silbermannovy klavíry Bachova „úplného souhlasu“ („völlige Gutheißung“).
V jeho díle po celém Sasku je patrný alsaský vliv. Silbermann již za svého života dosáhl věhlasu skrze své nástroje. Z celkového počtu 50 Silbermannových varhan se dochovalo 31 nástrojů. Varhany, které stavěl on, jeho bratr Andreas Silbermann a jeho syn Johann Andreas Silbermann, jsou obecně známy jako „Silbermannovy varhany“. Kromě varhan stavěl Gottfried Silbermann také další klávesové nástroje, například cembala, klavichordy a kladívkové klavíry, a urychlil jejich další rozvoj.
Dva z Silbermannových klavírů se dodnes nacházejí ve Frederickovo paláci v Postupimi. Zde je také originální piano Silbermann v Germanisches Nationalmuseum. V roce 2020 Paul McNulty vytvořil kopii nástroje Gottfrieda Silbermanna z roku 1749 pro Malcolma Bilsona.